# Edgerton (Ohio)

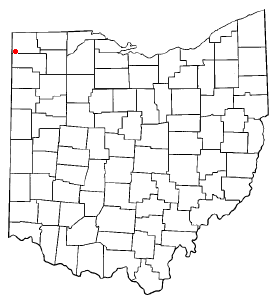
Edgerton na planie stanu Ohio

Edgerton – wieś w USA, w stanie Ohio, w hrabstwie Williams. Miejscowość powstała w roku 1832, a obecną nazwę oficjalnie przyjęto w roku 1865 od nazwiska Alfreda P. Edgertona. Aktualnie (2014) burmistrzem wsi jest Lance Bowsher, a sołtysem Kevin Brooks.
W roku 2010, 24,6% mieszkańców było w wieku poniżej 18 lat, 7% było w wieku od 18 do 24 lat, 23,3% miało od 25 do 44 lat, 27,5% miało od 45 do 64 lat, 17,8% było w wieku 65 lat lub starszych. We wsi było 47,3% mężczyzn i 52,7% kobiet.
Liczba mieszkańców w 2010 roku wynosiła 2 010, a w roku 2012 wynosiła 2 001.